# Bildhäran (skär vid Rödskärsfjärden)
Bildhäran är ett skär i Vårdö kommun på Åland (Finland). Det ligger i Skärgårdshavet och i kommunen Vårdö i landskapet Åland, i den sydvästra delen av landet. Ön ligger omkring 44 kilometer nordöst om Mariehamn och omkring 250 kilometer väster om Helsingfors.
Öns area är 4,4 hektar och dess största längd är 310 meter i nord-sydlig riktning.
Bildhäran har Väderskär och Östra skäret i norr, Rödskärsfjärden i öster, Tavasten i söder och Sälö i sydväst.
Terrängen på Bildhäran berstår av klipphällar med gräs och mossa i skrevorna samt enstaka låga enbuskar.

## Klimat
Klimatet i området är tempererat. Årsmedeltemperaturen i trakten är 6 °C. Den varmaste månaden är augusti, då medeltemperaturen är 16 °C, och den kallaste är februari, med −2 °C.